# Abbazia di San Venerio
L'abbazia di San Venerio è un edificio religioso cattolico sull'isola del Tino nel comune di Portovenere, in provincia della Spezia.
I resti del complesso, così come l'isola, non sono visitabili in quanto inclusi in una zona militare. Le uniche eccezioni sono concesse in occasione della festività di san Venerio il 13 settembre e la domenica successiva.

## Storia

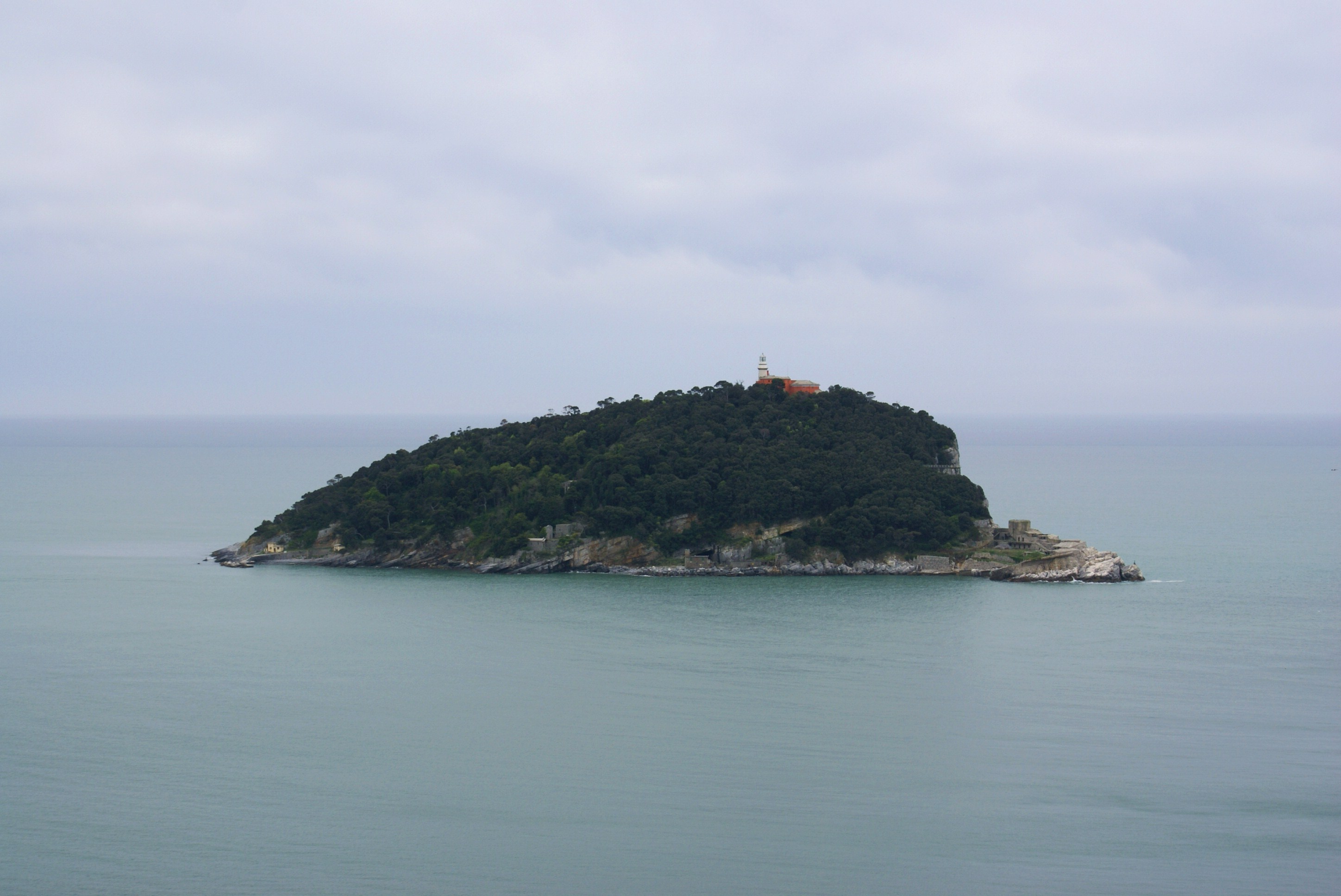
Panorama dell'isola del Tino

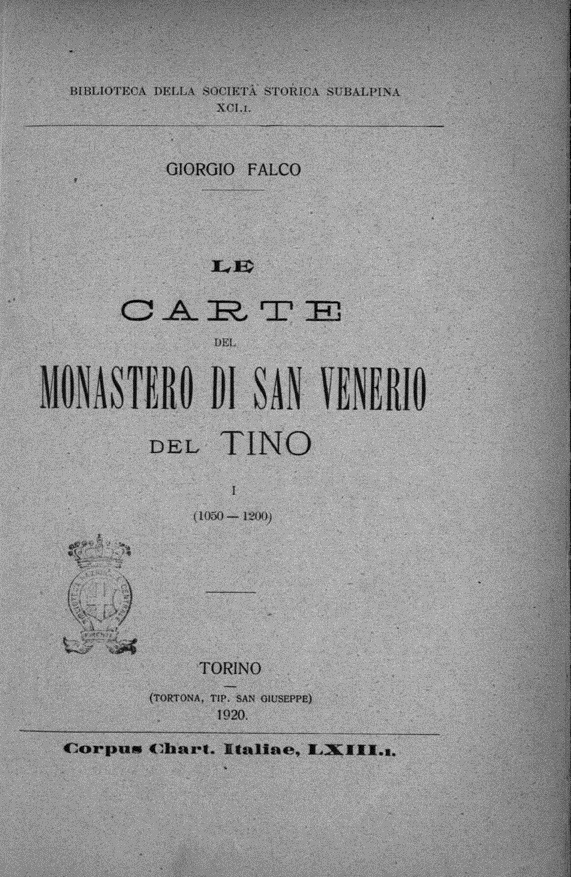
Giorgio Falco, Le carte del monastero di San Venerio del Tino, 1920

Questo luogo era già frequentato da religiosi già nel V secolo come hanno dimostrato scavi condotti nel 1962 dalla Soprintendenza ai monumenti della Liguria e che hanno rivelato murature e resti dell'abside di un'antichissima ecclesia. L'edificio è databile tra il V e il VI secolo ed è quindi contemporanea agli oratori del vicino Tinetto.
La storia della potente Abbazia nasce poco più tardi con una prima cappella votiva edificata dal vescovo Lucio nel VII secolo sul luogo di sepoltura di san Venerio, santo eremita nativo della Palmaria, isola maggiore dell'arcipelago Spezzino e morto nell'eremo del Tino nell'anno 630.
Per l'insicurezza provocata dalle continue devastazioni dei saraceni su tutte le coste liguri, il venerato corpo del santo fu traslato da Leotecario, vescovo di Luni, in un luogo più nascosto e sicuro, presso il nascente borgo della Spezia, in una cappella paleocristiana che riceverà il nome di pieve di San Venerio.
Fra la fine del IX e il X secolo la chiesa ebbe un ampliamento con una seconda abside (un'abside per le funzioni religiose, una per le reliquie) e rimase in uso fino a tutta la prima metà dell'XI.
La vita religiosa poté riprendersi solo quando la reazione congiunta di Genova e di Pisa, ai primi dell'XI secolo, riportò una relativa sicurezza sul Tirreno: i Signori di Vezzano, che della marca Obertenga erano i valvassori sul borgo di Portovenere, fecero rifiorire le istituzioni monastiche con donazioni di terre ai Benedettini. 
Al Tino i Benedettini poterono così edificare un monastero sui luoghi dove san Venerio era vissuto e aveva avuto la prima sepoltura. Il monastero, che ebbe il nome di Santa Maria e San Venerio, sarebbe stato fondato da un prete Pietro nel 1056 e consacrato il 12 novembre 1057.
Il monastero fu subito riconosciuto dal papa Leone IX. Sottratta all’autorità del vescovo di Luni, l'abbazia acquisì nel tempo una notevole importanza: estendendo la sua autorità anche in terraferma e disponendo di un rilevante patrimonio fondiario dislocato in Lunigiana interna, Liguria e Corsica con appendici anche nell’area padana, ma soprattutto nel golfo della Spezia. I suoi monaci avevano la facoltà di eleggere il proprio abate e di chiederne la consacrazione a qualsiasi vescovo. 

Oltre agli Obertenghi dei rami Estense e di Massa e Corsica, molte altre famiglie di signorie territoriali lo arricchirono di donazioni e lo scelsero come luogo di sepoltura di propri membri.
Nel 1062 il papa Alessandro II riconobbe con un privilegio il monastero ed i suoi possessi, con ciò che in quei luoghi era stato acquisito o lo sarà nel futuro, fra cui ha risalto l’espressione medietatem trium insularum Palmatii et Tyri maioris et Tyri minoris.
Per contrastare l'espansione di Pisa, nel 1113 Genova acquistò l'antico borgo di Portovenere installandovi una propria colonia. 
Anche le isole dell'arcipelago spezzino entrano quindi nell'orbita genovese e, nel 1133, papa Innocenzo II decide di porre il monastero del Tino sotto la giurisdizione della Diocesi genovese, anche se con una propria autonomia.
Nel 1247 il monastero erige nel golfo, sulle pendici del monte Santa Croce,  un ospitale (Casa Pilloa) per pellegrini e viandanti su un terreno di sua proprietà.
Il 1379 è l'anno della guerra di Chioggia tra Genova e Venezia: con nove galee i Veneziani giunsero ad occupare l’isola e a saccheggiare i preziosi paramenti e le reliquie del monastero (trafugarono anche le spoglie di un defunto nella convinzione che fossero quelle di san Venerio, le portarono a Venezia ove sono tuttora custodite nella chiesa dei Gesuiti alle Zattere).
Il XIV secolo segnò un triste periodo di lotte interne e di decadenza per Genova. Dominazioni esterne e guerre produssero lo spopolamento dei paesi rivieraschi ed i conventi benedettini ne seguono le sorti. Papa Eugenio IV, considerando lo stato di crisi dei Benedettini e di abbandono in cui si trovava il convento del Tino, nel 1432 lo affidò agli Olivetani e, pochi anni più tardi, lo riunì a quello delle Grazie, meno esposto alle scorrerie musulmane. Pochi monaci guardiani rimasero sull’isola fino al 1763.
Il più famoso dei cenobi della regione lunense, alle radici della storia cristiana, andò lentamente in rovina per la consunzione del tempo, i crolli e la spogliazione delle sue parti più monumentali.
Dalla seconda metà del XX secolo importanti lavori di ricerca archeologica e di restauro hanno recuperato le strutture del complesso monastico.

## Descrizione
Scavi condotti nel 1962 dalla Soprintendenza ai monumenti della Liguria hanno rivelato gli avanzi delle fondazioni e dell'abside di una prima ecclesia paleocristiana, riferibile tra il V e il VI secolo e quindi contemporanea agli oratori del vicino Tinetto.
Del successivo complesso benedettino dell'XI secolo rimangono visibili la facciata, il refettorio oggi restaurato, parte dei muri perimetrali della chiesa, parte del chiostro, con un pozzo, in stile romanico con elementi arabo-siculi annesso ad un sepolcreto di membri di famiglie nobili che beneficarono il monastero nelle loro disposizioni testamentarie. 
Tra le tombe gotiche è quella ad arcosolio del giurista pisano Ranieri da Parlascio.
Nell’arredo residuo è un capitello composito in marmo di Carrara decorato con un leone, e con motivi floreali, molto simile ai capitelli della chiesa di San Pietro di Portovenere. Verso il mare sono un recinto quadrangolare ed un frantoio con macina in pietra.
Sul pendio a mare dell’abbazia sono tuttora conservate, sostenute da muri a secco, le piccole terrazze che costituivano la terra di lavoro dei monaci benedettini. Sul sottostante scivolo di roccia è l’imbarcadero scavato dai frati per l'approdo delle imbarcazioni.
Nel convento degli Olivetani ha sede il museo archeologico dell'Isola del Tino dove tra gli oggetti esposti si conservano anfore e monete romane, frammenti di anfore africane, altri manufatti dei monaci come boccali in ceramica graffita policroma e un catino in maiolica.